# Slaget vid Uttismalm
Slaget vid Uttismalm var ett fältslag under Gustav III:s ryska krig. Slaget utkämpades den 28 juni 1789 vid byn Uttis i sydöstra Finland (dåvarande Ryssland) mellan en svensk armé på drygt 2 500 man under Gustav III:s befäl och en ungefär lika stor rysk styrka. Striden slutade med att ryssarna drog sig tillbaka mot Kaipiais med förlusten av 400 döda och sårade. 

## Upptakt
Gustav III anlände till Finland i juni 1789, för att inleda det andra krigsårets fälttåg. De svenska landstridskrafterna beräknades vid nämnda tidpunkt uppgå till mellan 15- och 20 000 man, huvudsakligen fördelade på Savolaxbrigaden under Curt von Stedingks befäl om 4 000 man och huvudstyrkan under kungens eget överbefäl om 11-12 000 man, stående bakom Kymmene älv, från Finska viken upp till Heinola. 
Ryssland mobiliserade överlägsna styrkor inför årets fälttåg - kanske så mycket som 40 000 man - och den 9 juni 1789 överskred de gränsen till Savolax med omkring 11 000 man, fördelade på två kolonner. Deras mål var att förinta Stedingks avdelning, eller att åtminstone tvinga honom att retirera och därmed blotta huvudarméns flank för ett avgörande anfall. Stedingk tog upp en stark försvarsposition vid Porrassalmi, där han med sina underlägsna trupper, efter en hjältemodig drabbning, lyckades hejda ryssarna, som trots insättandet av ett elitförband bestående av grenadjärer - grenadjärerna led svåra förluster efter att upprepade gånger ha angripit den svenska ställningen - inte lyckades genomföra sin stridsuppgift. Stedingk blev visserligen tvungen att senare dra sig undan åt Jorois, nordöst om S:t Michel, men lyckades här hejda vidare ryskt framträngande, varefter Savolaxfronten stabiliserades.
Gustav III hade under tiden avvaktat händelseutvecklingen i Savolax, men efter beskedet om den svenska segern vid Porrassalmi, beslöt han att försöka lätta trycket mot Stedingks fördelning, genom att själv gå offensivt till väga mot ryssarna på sin front. Generalmajor Kaulbars, beordrades att skydda den svenska huvudarméns vänstra flank genom att ta ställning vid Heinola. Gustav III befallde nu generalerna Gustaf Adolf von Siegroth och Philip von Platen att med sina avdelningar förena sig med honom i Värälä, vilket skedde den 25 juni, varefter den svenska huvudstyrkan nu uppgick till 5 000-6 000 man.
Samma dag förbereddes övergången av Kymmene älv, bl.a. genom att fältartilleri posterades på en höjd mittemot övergångsplatsen, varefter svenskarna genomförde övermarschen till andra sidan under betäckning av artillerield och lätt infanteri som skärmytslade med ryska jägare och kosacker vilka emellertid bara bjöd obetydligt motstånd. Svenskarna förskansade sig därefter i Kouvola på östra sidan av älven, där omgruppering och kraftsamling kunde ske under de följande dagarna. 

## Slaget

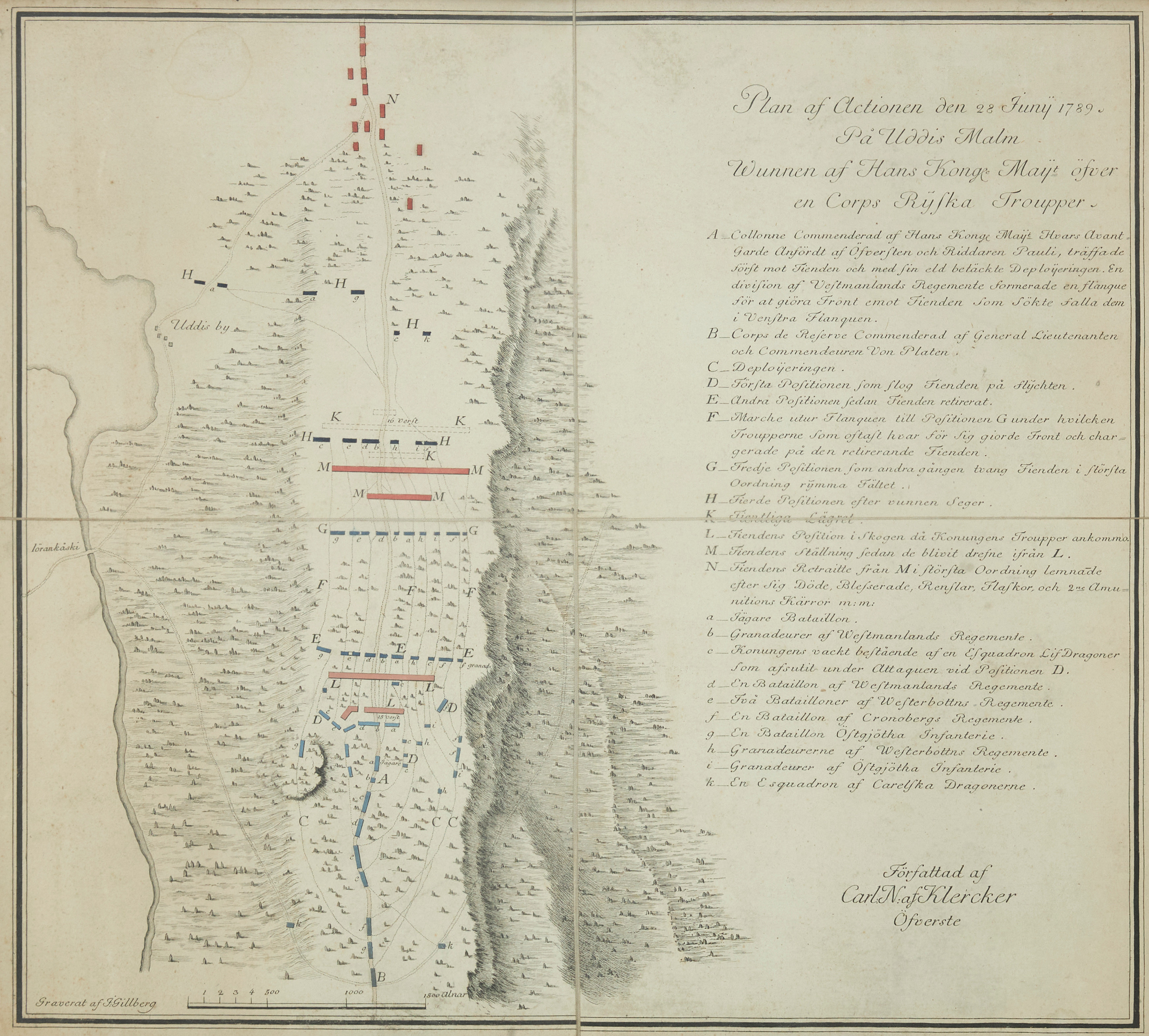
Carl Nathanael af Klerckers ritning över slaget, graverad av Jacob Gillberg. Som visar hur de svenska trupperna under Gustaf III slår de ryska på flykten.

Den 28 juni bröt kungen upp i spetsen för ungefär 2 500 man av Västmanlands infanteriregemente, Kronobergs regemente, Östgöta infanteriregemente, Västerbottens regemente, Karelska dragonkåren jämte finska jägarförband. De tog vägen mot Davidstad, medan Siegroth kvarlämnades vid Värälä, för att skydda flodövergången där och mota eventuella ryska framstötar från Fredrikshamnshållet. Gustav III fick under dagen reda på att den ryska huvudstyrkan stod vid Uttismalm i svenskarnas anryckningslinje och beordrade anmarsch. De svenska avantgardet under general Wilhelm Mauritz Pauli utgjordes av jägarsoldater samt Karleska dragonkåren. Dessa upptäckte en rysk förpost ca 4 km väster om Uttis by. Det svenska avantgardet gick genast till anfall, varför hela den ryska arméfördelning ställde upp sig i slagordning ca 3 km väster om Uttis by. Den ryska förposten drog sig nu tillbaka förföljd av det svenska avantgardet.
De ryska förbanden som ställde upp sig i slagordning bestod av 2 bataljoner ryska jägare, Velikoluksky Regementet samt en bataljon ryska livgrenadjärer i första linjen. Den andra linjen utgjordes av några skvadroner livkyrassiärer, ett par kompanier kosacker, kirgiziska tartarer samt 4-6 kanoner.
Den första bataljonen av Västmanlands regemente beordrades nu fram för att understödja avantgardet. Striden blev genast hård och kapten Abraham Zakarias Kröningssvärd sårades, löjtnant Rosen sköts till döds och fänriken friherre Vilhelm Reinhold Leuhusen sårades i sidan. Kungen tog sig nu till Västmanlands regemente för att stödja dem och skickade dels en bataljon ur Västerbottens regemente till deras hjälp, samtidigt som han beordrade den andra bataljonen ur Västerbottens regemente att ta sig runt ett berg och försöka omfatta ryssarnas högra flygel. Dessa möttes dock av häftigt motstånd från ryska jägare, och kungen avdelade då sina 24 livdragoner som fick sitta av och bilda jägarförband som rensade skogen för västmanlänningarnas andra bataljon.
General Philip von Platen skyndade nu med återstoden av förbanden till kungens undsättning. Dels drog han fram två sexpundiga kanoner samtidigt som han fick med sig Kronobergs regemente och Östgöta infanteriregemente. Denna operation lyckades fullständigt under betäckning av artilleriet, som återigen bevisade sin effektivitet och slagkraft. 
Fienden föll nu under vilt skjutande tillbaka mot den ryska huvudställningen vid Uttismalm, där man gjorde sig beredda till strid. Under den följande timmen avancerade svenskarna i hällande regn fram mot fienden; Gustav III höll sig hela tiden i spetsen för trupperna och eggade dem framåt genom uppmuntrande tillrop och genom att tala med officerare och enskilda soldater. Kungen höll vid framkomsten till Uttismalm ett kort tal till trupperna, varefter striden började utmed hela linjen. Båda sidor sköt salva på salva mot varandra, men utan större effektivitet på grund av den dåliga sikten och det hela utvecklades till en skärmytsling i större skala, snarare än ett veritabelt fältslag, innan kungen och von Platen slutligen beslöt sig för att upprepa den tidigare krigslisten, genom att sända en bataljon kronobergare runt ryssarnas vänstra flank, samtidigt som anfall beordrades utmed hela linjen. När ryssarna såg sig angripna både framifrån och i flanken, ville de inte slåss längre och drog sig tillbaka i riktning Kaipiais, på avstånd förföljda av ett detachement livdragoner ur Livregementet till häst och bataljonen ur Östgöta infanteriregemente.
Vid sin flykt hade ryssarna på slagfältet lämnat sina döda och sårade, ammunitionsvagnar, fanor från Velikoluksky regementet, stora mängder mat och proviant samt en hel del persedlar i det ryska lägret.
Förlusterna är välkända på den svenska sidan, 14 stupade och 86 sårade. Svenskarna säga ha begravt 40 döda ryssar, och den totala förlusten för ryssarna i döda, sårade och tillfångatagna har varierat mellan 300 och 1200 man beroende på källa.

## Efter slaget
Efter den segerrika striden ställdes kungen upp trupperna på slagfältet och han utnämnde på stället general Pauli till kommendör av Svärdsorden för den köld och det mod han visat under den första striden med avantgardet. Till riddare av Svärdsorden utnämndes majoren Fougberg vid Västmanlands regemente, majoren af Donner vid Västerbottens regemente, majoren Hierta vid finska jägarkåren, majoren Carl Gustaf von Platen, kapten Gyllensvärd vid Kronobergs regemente, kapten Risbeth vid Östgöta infanteri, löjtnant Brunow vid Finska jägarkåren samt löjtnanterna Calmberg och Tallberg vid Artilleriregementet.
Dessutom befordrades ett flertal officerare. Den skadade kapten Kröningssvärd befordrades exempelvis till major. Två underofficerare vid Kronobergs regementet, sergeanterna von Hehn och Malmén, befordrades till fänrikar och en sergeant vid Artilleriregementet Kyttreus befordrades till underlöjtnant.
Därefter avtackade kungen samtliga deltagande regementen och kårer var för sig, och utdelade då även gratifikationer och belöningar till soldater, underofficerare och officerare.
Gustaf III skriver den 8 juli, 1789 från lägret i Liikala:
| ”                                  | Vi utkämpade en häftig drabbning i Uttis, och om Ni hade sett slagfältet, skulle det ha varit en helt poetisk syn, det är den värsta vidrighet man kan föreställa sig. Den träffningen kostade ryssarna mer folk än jag meddelade i Stockholm, ty jag visste inte då, men vi fick sedermera reda på det, och jag ville inte säga det, eftersom man skulle tro därhemma, att vi med vilje överdriver, men av den 5 000 man som de var, förlorade de åtminstone 1 200. Våra förluster inskränker sig till 14 dödade eller döda till följd av sina blessyrer och 86 sårade. | „ |
| – Brev till Carl Gustaf af Leopold | |   |